# Zhang Yimou
Zhang Yimou  (xinès tradicional: 張藝謀, xinès simplificat: 张艺谋, pinyin: Zhāng Yìmóu; Xi'an, 14 de novembre de 1951 o 2 d'abril de 1950 segons les fonts) és un director de cinema, productor, escriptor i actor xinès, amb una gran projecció internacional.
Forma part de la Cinquena Generació de cineastes xinesos, Doctor Honoris Causa de la Universitat de Boston i la Universitat Yale, i Professor Distingit de l'Acadèmia de Cinema de Pequín. Va fer el seu debut com a director l'any 1988 amb Red Sorghum.

## Biografia
Zhang Yimou prové d'una família pròxima al Kuomintang. El seu pare va combatre amb el grau de major en l'exèrcit nacionalista i el seu oncle va fugir a Taiwan amb Chiang Kai-shek després de la derrota contra els comunistes en la guerra civil xinesa, el 1949. A partir de la Revolució cultural el 1966, Zhang Yimou, obligat a aturar els seus estudis, marxa a treballar tres anys en una granja i a continuació set anys en un taller tèxtil. Durant aquest període, té una activitat de pintor i de fotògraf aficionat.
Quan es reobre la Universitat de cinema de Pequín l'any 1978, s'hi inscriu en la secció «preses de vista». Surt diplomat de la facultat l'any 1982, com Chen Kaige i Tian Zhuangzhuang, però ells en la secció «direcció». Tots tres són considerats com els caps de fila de la «cinquena generació», grup de cineastes xinesos que ha estudiat el cinema després de la Revolució cultural i que, influïts per la Nouvelle Vague francesa, reivindiquen més llibertat en la seva creació, per a continuació evocar l'herència maoista de manera crítica.
Com a director de fotografia, treballa amb Chen Kaige a les seves dues primeres pel·lícules: Yellow Earth i The Big Parade.
El 1987, dirigeix el seu primer llargmetratge Red Sorghum (adaptació del Clan del sorgho de Mo Yan) que s'emporta l'Os d'or al Festival de Berlín el 1988.
L'actriu Gong Li, que va ser la seva esposa fins al 1995, treballa en els seus set primers llargmetratges i roda de nou sota la seva direcció en la shakesperiana La maledicció de la flor daurada el 2006.
Zhang Yimou dirigeix nombroses pel·lícules, la majoria marcades per la gran bellesa de les imatges i per la crítica subjacent dels models històrics xinesos (el feudalisme imperial, la Revolució cultural, la República de Deng Xiaobing…). Ju Dou, Wives and Concubines (adaptació d'una novel·la de Su Tong), The Story of Qiu Ju (adaptació d'una novel·la de Chen Yuanbin) i To Live (adaptació d'una novel·la de Yu Hua) el fan conèixer a Occident i li permeten de guanyar nombrosos premis, tot i tenien problemes amb la censura.
Les seves pel·lícules es caracteritzen igualment per una estètica exòtica feta per meravellar els espectadors per la magnificència dels decorats i dels vestuaris.
Navegant sobre el renaixement del wu xia pian rellançat per Tigre i drac, dirigeix Hero on ha reunit el millor del cinema de Hong Kong: Jet Li, Maggie Cheung, Tony Leung Chiu-wai, Zhang Ziyi i Donnie Ien. La pel·lícula que és un èxit internacional, ha estat lloada pel treball del director de fotografia Christopher Doyle per la utilització dels colors, però alguns crítics occidentals li reprotxen el seu substrat ideològic que justifica el totalitarisme per assegurar l'estabilitat de l'imperi. Es tracta d'un gir en la carrera del cineasta que abandona el cinema d'autor per inscriure's en el gran espectacle d'efectes especials, seguit de La casa de les dagues voladores i La maledicció de la flor daurada. També s'ha criticat a Zhang Yimou d'abandonar el cinema contestatari per esdevenir el director oficial de la República xinesa.
Va ser escollit per concebre l'espectacle de la cerimònia d'obertura de les Jocs Olímpics d'Estiu de 2008 a Pequín. Succeeix a Steven Spielberg en aquest lloc, després que aquest últim es va retirar per protestar contra el no respecte dels drets humans en aquest país i contra la implicació del règim de Pequín en la guerra civil al Darfour.
El 2009, va dirigir Una dona, una pistola i una botiga de fideus xinesos que és un remake de Sang fàcil dels germans Coen.

## Vida personal

### Relacions

#### Xiao Hua
La primera esposa de Zhang Yimou és Xiao Hua. Xiao va néixer a Xi'an el 1951 en una família intel·lectual la casa ancestral de la qual es trobava a Pequín. Als quatre anys, la Xiao va ser enviada a viure amb la seva àvia a Pequín, on va créixer. El 1965, va tornar a Xi'an per assistir a l'escola secundària i es va convertir en companya de classe de Zhang. Després de graduar-se, Zhang va convidar Xiao a unir-se a ell en el Moviment Down to the Countryside per establir-se a la zona rural de Shaanxi. Xiao va acceptar i van ser enviats al comtat de Qian durant 3 anys, quan van començar una relació. El 1971, Zhang i Xiao van tornar a Xi'an. Zhang va treballar en una fàbrica de cotó a Xianyang, mentre que Xiao va ser assignat a una fàbrica al comtat de Xingping. A partir del 1972, la Xina va permetre que treballadors, agricultors i soldats sol·licitessin l'admissió a la universitat. Xiao ho va intentar però va suspendre els exàmens d'accés durant dos anys consecutius. El 1975, va ser recomanada per a l'admissió a la Universitat Jiao Tong de Shanghai. Zhang, que havia estat privada de l'oportunitat d'estudiar a la universitat a causa dels seus antecedents familiars antirevolucionaris, la va desanimar d'anar-hi, dient-li: T'aproparàs als teus companys de classe de la universitat, trobaràs punts en comú amb ells i, finalment, em menysprearà. Com a resultat, Xiao va rebutjar l'oportunitat.
El 1978, l’examen nacional d'accés a la universitat es va restablir a la Xina i Zhang va sol·licitar l'admissió a l’Acadèmia de Cinema de Pequín. El límit d'edat per al Departament de Cinematografia era de 22 anys, i Zhang, de 28 anys, va ser inicialment rebutjada. A través del cunyat de Xiao, finalment, Zhang va aconseguir fer arribar el seu portafoli de fotografia a Huang Zhen, aleshores ministre de Cultura de la Xina. Huang va agrair la feina de Zhang i va aprovar la seva admissió. Abans d'anar a Pequín per estudiar, ell i Xiao es van casar modestament. Després de graduar-se el 1982, Zhang va ser assignat a l'estudi de cinema de Guangxi com a director de fotografia, i rarament tornava a casa. El 31 de març de 1983, va néixer la seva filla Zhang Mo mentre Zhang filmava One and Eight a Guangxi. L'octubre de 1987, mentre rentava la roba de Zhang, Xiao va trobar una carta d'amor de Gong Li a la butxaca. Uns dies més tard, Xiao va rebre una trucada del xicot d'aleshores de Gong, de cognom Yang, que li va dir: «M'he reunit amb Zhang Yimou. M'ha dit que la meva relació amb la meva dona va ser un malentès sorgit del temps que vam passar al camp». El 1988, Zhang i Xiao es van divorciar.

#### Gong Li
La relació personal i professional de Zhang amb la seva musa Gong Li ha estat molt publicitada. La seva relació va començar el 1986 al rodatge de Red Sorghum, quan Zhang estava casada amb Xiao mentre Gong mantenia una relació amb Yang. Yang va agredir violentament Gong després de descobrir la seva relació amb Zhang. El 1988, Zhang es va divorciar de Xiao per Gong. El 1995, poc després de rodar Shanghai Triad, la seva setena col·laboració durant la seva relació, Zhang va anunciar la seva ruptura enmig de rumors de l'afer de Gong amb l'aleshores director gerent de British American Tobacco a la Xina, Ooi Hoe Seong (amb qui es va casar un any més tard). Segons la mare de Gong, però, es van separar a causa de la reticència de Zhang a casar-se amb Gong després de la seva relació de 9 anys. Segons Zhou Xiaofeng, el consultor de guions de Zhang Yimou, la productora Zhang Weiping va sabotejar deliberadament la relació entre el director i l'actriu difonent mentides i rumors, incloent-hi afirmacions sobre la seva aventura amb Ooi. Aquesta suposada estratègia tenia com a objectiu explotar Zhang Yimou mentre marginava el seu soci més discret i decisiu, cosa que finalment va conduir a una disputa entre Gong i el productor. Després de la seva ruptura, Zhang va convidar Gong a protagonitzar les seves pel·lícules Hero i House of Flying Daggers, però ella va rebutjar totes dues opcions. Es van reunir el 2006 per a la pel·lícula La maledicció de la flor daurada, durant la qual Gong va estipular en el seu contracte que no es reuniria amb el productor Zhang Weiping.

#### Chen Ting
El 1999, Chen Ting, de 19 anys, va conèixer Zhang quan ella va fer una audició per a la seva pel·lícula Happy Times. Els dos van començar una relació secreta, i el seu primer fill, Zhang Yinan, va néixer el 2001, seguit del seu segon fill, Zhang Yiding, el 2004, i la seva filla, Zhang Yijiao, el 2006. La parella no es va casar fins al desembre de 2011 a Wuxi, Jiangsu, on viu Chen, per tal d'assegurar el hukou per als seus fills.
L'11 de març de 2012, l'actriu He Jun va revelar el segon matrimoni de Zhang i els seus tres fills a Weibo. He Jun havia estat candidata suplent per al repartiment de  Les flors de la guerra, però va ser descartada després de revelar la seva participació en la producció a Weibo el desembre de 2010. Es va suggerir que He és neboda de l'assistent de Zhang Weiping, antic soci comercial de Zhang Yimou fins a la seva separació el 2012, i que Weiping presumptament va orquestrar la revelació de He, una afirmació que ell va negar. Altres denúncies en línia afirmaven que Zhang havia tingut set fills amb quatre dones diferents. Posteriorment, les autoritats van investigar Zhang per violar la Política de fill únic de la Xina. El 29 de novembre de 2013, sota la pressió pública, Zhang va admetre en un comunicat que ell i la seva dona, Chen Ting, tenen dos fills i una filla, i que cooperarien amb les autoritats de planificació familiar de Wuxi per a una investigació i acceptarien qualsevol conseqüència legal. La declaració també suggeria que certs individus havien utilitzat mitjans il·legals per exposar la privadesa de Zhang. El 9 de gener de 2014, l'Oficina de Planificació Familiar de Wuxi va multar la parella amb 7.487.854 RMB (aproximadament 1,2 milions de dòlars) per violar la política de fill únic de la Xina. El 31 de maig de 2021, quan la Xina promulgava una política dels tres fills, Chen va publicar un pòster titulat La política dels tres fills ja és aquí a Weibo, amb el peu de foto Missió complerta abans d'hora. L'estudi de Zhang Yimou va tornar a publicar el seu Weibo.

### Conflicte

#### Zhang Weiping
Zhang Weiping (sense parentiu) va conèixer Zhang Yimou el 1989 mentre treballava en el departament de compres farmacèutiques d'un hospital de Pequín. En aquell moment, el germà gran de Zhang Weiping treballava a la duana, i el mateix Zhang Weiping va treballar més tard per a l'empresa alemanya Siemens com a agent de duanes. Aquesta posició va facilitar el desenvolupament d'una estreta amistat amb Zhang Yimou, ja que els rodets de pel·lícula d'aquest últim sovint requerien despatx de duanes per al processament a l'estranger. A la dècada del 1990, Zhang Weiping va fer la transició al món empresarial. El 1996, quan la pel·lícula Keep Cool de Zhang Yimou va patir una crisi de finançament després de la retirada de Gong Li a causa de la seva ruptura amb el director, cosa que va fer que altres inversors es retiressin, Zhang Weiping va intervenir amb una inversió de 26 milions de iuans. Keep Cool va arribar a recaptar 46 milions de iuans, convertint-se en la pel·lícula nacional més taquillera de la Xina de l'any. Tot i haver patit una pèrdua personal de gairebé 10 milions de iuans a causa de les febles vendes de drets d'autor a l'estranger, la confiança de Zhang Weiping en el potencial de la indústria cinematogràfica xinesa es va veure reforçada per l'èxit de taquilla nacional de la pel·lícula. A partir d'aquell moment, Zhang Weiping va esdevenir l'inversor, productor i soci comercial de Zhang Yimou durant 16 anys. El 1997, van cofundar New Pictures i van col·laborar en 11 pel·lícules. Tanmateix, Zhang Yimou va deixar la companyia el 2012 després d'una separació agre, derivada d'anys de disputes comercials i creatives i precipitada pel baix rendiment de la crítica i comercial de  Les flors de la guerra.
Després de la separació, segons Fate: Zhang Yimou the Lonely, una biografia del 2015 escrita per Zhou Xiaofeng, assessor de guions de Zhang Yimou des del 2006, Zhang Weiping va orquestrar la revelació del segon matrimoni secret i els fills de Zhang Yimou, cosa que violava la política d'un sol fill de la Xina. Des del 2015, Zhang Yimou ha presentat tres demandes contra Zhang Weiping i la seva empresa New Pictures per recuperar els guanys impagats. El 2015, Zhang Yimou va buscar 15 milions de iuans en ingressos de taquilla de Una dona, una pistola i una botiga de fideus xinesos. Mentrestant, la seva dona, Chen Ting, va revelar a Weibo que durant els 16 anys de col·laboració dels dos homes, Zhang Yimou només havia cobrat 12 milions de iuans en total. També va acusar Zhang Weiping d'afirmar falsament a les autoritats de planificació familiar que Zhang Yimou guanyava un salari anual de milions de iuans, presumptament per augmentar les multes imposades per violar la política del fill únic. El 2019, el tribunal va atorgar a Zhang Yimou només 2,46 milions de iuans de la seva reclamació original de 15 milions de iuans. Zhang Weiping es va negar a obeir, cosa que va resultar en la seva inclusió a la llista d’incomplidors de sentència. El mateix any, New Pictures va tancar. El 2020, Zhang Yimou va presentar la segona demanda contra Zhang Weiping, sol·licitant 2,59 milions de iuans en concepte de quotes laborals impagades. Zhang Yimou va guanyar el cas i el tribunal va desestimar l'apel·lació de Zhang Weiping. El 2021, Zhang Yimou va presentar la tercera demanda contra Zhang Weiping, al·legant responsabilitat dels accionistes per perjudicar els interessos dels creditors de l'empresa.

## Filmografia
- 1987: Red Sorghum (红高粱, Hong Gao Liang)
- 1988: Codename Cougar (代号美洲虎 Dai hao mei zhou bao)
- 1990: Ju Dou (菊豆 Jú Dòu)
- 1991: Raise the Red Lantern (大红灯笼高高挂, Dà Hóng Dēnglóng Gāogāo Guà)[25]
- 1992: The Story of Qiu Ju (秋菊打官司, Qiu Ju da Guansi)
- 1994: To Live (活着, Huo Zhe)[5]
- 1995: Shanghai Triad (摇啊摇，摇到外婆桥, Yao a yao yao dao waipo qiao)
- 1997: Keep Cool (有话好好说, You hua hao hao shuo)
- 1999: El camí cap a casa (我的父亲母亲, Wǒde fùqin mǔqin)
- 1999: Not One Less (一个都不能少, Yi ge dou bu neng shao)[26]
- 2000: Happy Times (幸福时光, Xingfu Shiguang)
- 2002: Hero (英雄, Ying xiong)[5]
- 2004: La casa de les dagues voladores (十面埋伏, Shi mian mai fu)
- 2005: Riding Alone for Thousands of Miles (千里走单骑, Qian li zou dan ji)
- 2006: La maledicció de la flor daurada (满城尽带黄金甲, Man cheng jin dai huang jin jia)
- 2009: Una dona, una pistola i una botiga de fideus xinesos (三枪拍案惊奇, Sānqiāng Pāi'àn Jīngqí)
- 2010: Amor sota l'arç blanc (山楂树之恋, Shānzhāshù Zhī Liàn)
- 2011: Les flors de la guerra (山楂树之恋, Jīnlíng Shísān Chāi)
- 2014: Retorn a casa (归来, Guīlái)
- 2016: La Gran Muralla (长城)
- 2018: Shadow (影)
- 2020: One Second (一秒钟)[27]
- 2021: Xuanya Zhishang

## Premis
- 1987: Premi al millor actor al Festival internacional de cinema de Tokyo.
- 1988: Os d'or al Festival de Berlin per Red Sorghum
- 1991: Lleó d'argent al Festival Internacional de Cinema de Venècia per Wives and Concubines
- 1992: Lleó d'Or al Festival de Venècia per The Story of Qiu Ju
- 1994: Gran Premi (Festival de Cannes) al Festival de Cannes per To Live
- 1999: Lleó d'Or al Festival de Venècia per Not One Less
- 2000: Os de Plata al Festival de Berlín per The Road Home